# Galium samuelssonii
Galium samuelssonii är en måreväxtart som beskrevs av Friedrich Ehrendorfer. Galium samuelssonii ingår i släktet måror, och familjen måreväxter.

## Underarter
Arten delas in i följande underarter:
- G. s. pseudadhaerens
- G. s. samuelssonii